# За свободата
За свободата (1859) е философски труд от британския философ Джон Стюарт Мил. Това е била радикална творба за викторианските читатели, защото тя поддържа моралната и икономическа свобода на индивидите в държавата.
Може би най-запомнящото се твърдение, което Мил полага в творбата си, неговата основа на свободата, е че „над себе си, над собственото си тяло и ум, индивида е суверен“. Мил е принуден да постави това твърдение в опозиция на това, което той нарича „тирания на мнозинството“, където чрез контрол на етикета и моралността, обществото е неизбрана сила, която може да направи ужасни неща. Творбата на Мил може да бъде видяна като реакция на този социален контрол от мнозинството и неговата подкрепа на индивидуалното взимане на решения над Аз-а. Известният Принцип на Вредата, или принципа на свободата, също е артикулиран в тази творба: хората могат да правят каквото им харесва докато то не вреди на другите. Всички клонове на либерализма – също както и други политически идеологии – смятат това правило за един от основните си принципи. Обаче, те често се различават в определенията си какво всъщност представлява вредата.
За свободата е творба с огромно влияние; идеите, представени в книгата, остават като основа на голяма част от либералната политическа мисъл и до днес. Освен самата популярност на идеите, книгата е значително кратка и идеите и лесно се възприемат от не-експерти. Тя е била преиздавана многократно от първоначалната си публикация. До днес, копие от За свободата се предава на президента на британските либералисти и след това на либералните демократи като символ на заеманата длъжност и приемственост от партията, за чието създаване е помогнал Мил.

## Композиция
Според автобиографията на Мил, За свободата първо се е зародила като кратко есе през 1854 г. След като идеите се развиват, есето се удължава, пренаписано и „прилежно“ коригирано от Мил и съпругата му Хариет Тейлър. Мил, който след като страда от ментално разстройство среща и впоследствие се жени за Хариет, променя много от вярванията си относно моралния живот и права на жените. Мил казва, че За свободата „беше по-директна и буквално наша обща продукция, отколкото което и да било друго нещо, което носи моето име“. Последният вариант е бил почти завършен, когато жена му внезапно умира през 1858. Мил споменава, че той не е правил изменения на текста след този момент и че едно от първите неща, които е направил след смъртта на жена си е да го публикува и да го „посвети в нейна памет“. Въпреки собственото твърдение на Мил за нейния принос, Робсън и Стилинджър, автори на Хариет Тейлър и Джон Стюърт Мил: Творец и Учен, оспорват обхвата, в който тя е повлияла неговата мисъл.
Композицията на тази творба е също частично заета от германския мислител Вилхелм фон Хюмболд, и по специално от неговото есе На ръба на държавното действие.

## Общ преглед

### Въведение
Мил започва есето си с дискусия относно „борбата между власт и свобода“, описвайки тиранията на правителството, което през неговия поглед трябва да бъде контролирано от свободата на гражданите. Без такова ограничение на властта правителството има (или е) „опасно оръжие“. Той разделя този контрол на властта на два механизма: необходими права принадлежащи на гражданите и „установяването на конституционни пречки, чрез които съгласието на обществото, или на подобно сформирование, предполагаемо представлява неговите интереси, е необходимо условие за установяването на някои от по-важните действия на правителствената власт“. Мил предполага, че човечеството ще е щастливо да бъде управлявано „от господар“ ако неговото управление е гарантирано против тиранията. В гореопоменатата секция Мил говори за монархията. Обаче, човечеството скоро се развило като демокрация, където „нямало страх от тиранизиране на Аз-а“. „Това може да изглежда аксиоматично“, казва той, но „хората, които упражняват властта не са винаги същите хора върху които тази власт е упражнена“. Още повече, че това може само да съществува в мнозинаството и ако мнозинството иска да криминализира част от обществото, която се оказва малцинство – без значение на базата на раса, пол, религия или други подобни – това може да бъде лесно направено въпреки обратното желание на малцинството. Това според неговата терминология е „тиранията на мнозинството“.
Според възгледите на Мил, тиранията на мнозинството е по-лоша от тиранията на правителството, защото не е ограничена до политическата функция. Някой може да бъде защитен от тиранин, но е много по-трудно да бъде защитен „от тиранията на преобладаващото мнение и чувства“. Хората ще бъдат предмет на това, което обществото мисли за подходящо – и ще бъдат моделирани по този начин. Преобладаващите мнения в обществото ще бъдат в основата на всички правила на поведение в обществото – тъй че не може да има предпазна мярка в закона против тиранията на мнозинството. Мил продължава като доказва това като негативност: мнението на мнозинството може да не е правилното мнение. Единственото оправдание за предпочитанието на човек към определено морално убеждение е че това е предпочитанието точно на този човек. По определен въпрос хората ще се обединят за или против този въпрос; страната с по-голяма численост ще надделее, но тя не е задължително права.
Според Мил има само една легитимна причина за упажняването на сила над индивида:
„Единствената причина, при която сила може да бъде справедливо упражнена върху който и да е член на цивилизованата общност против волята му е да се предотврати вреда върху другите“.
Тук е първото споменаване на принципа за вредата в За свободата. Единственият ограничителен фактор на свободата според възгледите на Мил трябва да бъде вредата във формата на физически или морален натиск. Ако на човек е навредено по този начин, тогава неговия или нейния суверенитет над Аз-а е накърнен, защото суверенитетът е упражнен чрез действие или преценка. В случаи с деца и тези, които не могат сами да се грижат за себе си се позволява намесата отвъд принипа на вредата, защото те биха могли да навредят неволно на себе си; те нямат и не биха могли да имат суверенитет над Аз-а. Мил също казва, че човек може да приеме деспотизма над „варварите“ ако крайния резултат е тяхното подобряване; това намеква, че варварите са в „непълнолетие“ и не могат да бъдат суверенни верху Аз-а. Веднага след като хората могат да решават сами за себе си те трябва да получат свобода от властта. За да илюстрира тезата си Мил използва Шарлеман и Акбар Велики като пример за такива състрадателни диктатори, които контролирали и предполагаемо помогнали на „варварите“.
В този момент Мил разделя човешката свобода на нейните компоненти или манифестации:
1. Свободата да мислим както искаме и да чувстваме, това което чувстваме. Това включва свободата на мнение и свободата да публикуваме мнения известна като свобода на словото,
2. Свободата на вкусовете и нашите цели дори и те да са смятани за „неморални“, но само дотам докъдето те не причиняват вреда,
3. Свободата „да се обединяваме“ или да се срещаме с дуги хора, често адресирана като свобода на организиране на човеците.
Без всички тези свободи, според възгледите на Мил, не може да бъде смятано, че човек е напълно свободен.

### Есе
След това Мил прекарва следващите няколко глави разглеждайки тези свободи и тяхното усъществяване започвайки със свободата на мисълта и дискусията, преминаване към индивидуалността, ограниченията на властта на обществото над индивида и завършва с тяхното прилагане.

## Публикувани издания
- On Liberty (ISBN 1-59986-973-X)
- On Liberty and The Subjection of Women (ISBN 0-14-144147-X)
- Основните записки на Джон Стюърт Мил върху On Liberty, The Subjection of Women & Utilitarianism (ISBN 0-375-75918-2)

|  | Тази страница частично или изцяло представлява превод на страницата On Liberty в Уикипедия на английски. Оригиналният текст, както и този превод, са защитени от Лиценза „Криейтив Комънс – Признание – Споделяне на споделеното“, а за съдържание, създадено преди юни 2009 година – от Лиценза за свободна документация на ГНУ. Прегледайте историята на редакциите на оригиналната страница, както и на преводната страница, за да видите списъка на съавторите. ВАЖНО: Този шаблон се отнася единствено до авторските права върху съдържанието на статията. Добавянето му не отменя изискването да се посочват конкретни източници на твърденията, които да бъдат благонадеждни. |